# Gudrun Landgrebe
Gudrun Landgrebe (Göttingen, 1950. június 20. –) német színésznő.

## Élete
1968-1971 között a kölni színiiskola tanulója volt.
1971-ben Bielefeldben a Wuppertal Kammerspieleben lépett fel. 1972-ben a Bruchsal Badische Landesbühnében játszott. 1973-ban a Hof-Stadtbundtheaterben és a detmoldi Landestheaterben szerepelt. 1974-ben Feuchtwangenben a Kreutzgangspieleben volt színésznő. 1975-ben Pforzheimben a Stadttheaterben volt színész. 1977-1981 között Dortmundban a Stadtische Bühnében volt színésznő. 1977 óta szerepel filmekben. 1983-ban nemzetközi hírnevet szerzett a Testek csábítása (Die flambierte Frau) című filmbeli szereplésével. 1985-ben Szabó István Redl ezredes című filmjében is játszott.

## Színházi szerepei
- Lili (Vitrac: Viktor, avagy a gyermekuralom)
- Désirée (Bruckner: Az ifjúság betegsége)
- Leni (Ödön von Horváth: Olasz éjszakák)
- Nina (Wedekind: A tavasz ébredése)

## Filmjei
- Felkérés táncra (1977)
- Familientag (1981)
- Testek csábítása (Die flambierte Frau) (1983)
- Die flambierte Frau (1983)
- Anna anyja (1984)
- A Hold másik oldala (1984)
- Palace (1985)
- Redl ezredes I.-II. (1985)
- Yerma (1984)
- Tiltott szenvedélyek (1985)
- Carla (1987)
- Ezer szem (1987)
- Tetthely (1988-2010)
- Affaire Nachtfrost (1988)
- A macska (1988)
- Im Süden meiner Seele (1989)
- A korcs (1989)
- Das Haus am Watt (1990)
- High Score (1990)
- Az Öreg (1990-1997)
- Árnyék (1991)
- Kedves Milena (1991)
- A Kaltenbach-iratok (1991)
- Peter Strohm (1991)
- Csodálatos évek (1992)
- Hófehérke és a törpék titka (1992)
- Szerelem a Hohenstein-kastélyban (1993-1995)
- Ein Mann für jede Tonart (1993)
- Delitti privati (1993)
- Goldstaub (1993)
- Egy felejthetetlen sevillai hétvége (1994)
- Veszélyes játékok (1994)
- Derrick (1995)
- A disznó (1995)
- Bűnös szerelem (1995)
- Tresko (1996)
- Das Hochzeitgeschenk (1997)
- Kora hajnali órák (1997)
- Rossini - avagy a gyilkos kérdés: ki kivel hált (1997)
- Betrogen - Eine Ehe am Ende (1997)
- Zucker für die Bestie (1998)
- Merénylet az Operabálon (1998)
- Eine Sünde zuviel (1998)
- Az ivarérett nagyvárosiak különös viselkedése a párzási időszakban (1998)
- Láz (1998)
- Wer liebt, dem wachsen Flügel (1999)
- Die Sünde der Engel (1999)
- Das Madchen aus der Torte (1999)
- Die Millenium-Katastrophe - Computer-Crash 2000 (1999)
- A tetovált múmia titka (2000)
- Stiller Sturm (2001)
- Viktor Vogel - Commercial Man (2001)
- Démon köntösben (2001)
- Egy kis történet (2001)
- Pénz vagy szerelem (2002)
- Problemzone Mann (2002)
- Liebe darf alles (2002)
- Das Haus der Schwestern (2002)
- Verliebte Diebe (2003)
- Csupa szamba (2004)
- Der Bestseller - Wiener Blut (2004)
- Mein Mann und seine Mutter (2005)
- Herzlichen Glückwunsch (2005)
- Imádnivaló hercegnő (2005)
- Az Északi-tenger kalózai (2006)